# Cytaea rai
Espèce
Cytaea rai est une espèce d'araignées aranéomorphes de la famille des Salticidae.

## Distribution
Cette espèce est endémique des îles Yap aux États fédérés de Micronésie,.

## Description
Les mâles mesurent de 4,3 à 4,8 mm et les femelles de 5,2 à 6,1 mm.

## Étymologie
Son nom d'espèce lui a été donné en référence au rai, la monnaie de pierre des îles Yap.

## Publication originale
- Berry, Beatty & Prószyński, 1998 : Salticidae of the Pacific Islands. III. Distribution of Seven Genera, with Description of Nineteen New Species and Two New Genera. Journal of Arachnology, vol. 26, no 2, p. 149-189 (texte intégral).